# 雷光山善胤
雷光山 善胤（らいこうざん よしたね、1900年1月26日 - 没年不明）は、昭和時代の大相撲力士。峰崎部屋→片男波部屋→伊勢ノ海部屋所属。本名は山本 鶴男。最高位は十両8枚目。

## 経歴
北海道函館市出身。1919年1月初土俵を踏む。1927年5月十両昇進。この場所は負け越し、翌場所幕下に落ちる。1928年3月再十両。同年10月場所は全休し、廃業した。十両は4場所務めたがすべて勝ち越すことはできなかった。

## 改名
雷光山→三杉岩→駒ヶ峰→雷光山